# Hugo Grotius
Hugo Grotius (n. 10 aprilie 1583 - d. 28 august 1645) a fost un jurist, istoric și diplomat neerlandez, specialist în drept internațional.
Este unul dintre fondatorii teoriei dreptului natural, în ale cărui lucrări și-au regăsit expresie interesele burghezia aflată în ascensiune în acea perioadă.
Promovând eliberarea dreptului de sub tutela teologiei, Grotius a susținut faptul că dreptul nu se întemeiază pe voința vreunei divinități, ci pe natura omului și pe principiile rațiunii.
Împreună cu Francisco de Vitoria și Alberico Gentili, a pus bazele dreptului internațional, bazat pe același drept natural.

## Scrieri
- 1609: Marea liberă (Mare Liberum), în care susține, împotriva Angliei și Spaniei, libertatea comerțului în largul mării, de care avea nevoie burghezia olandeză
- 1625: Despre dreptul păcii și războiului (De iure belli ac pacis), lucrare prin care sistematizează în premieră dreptul internațional într-o formă care a fost multă vreme utilizată și ca un îndreptar diplomatic.

## Legături externe
- Lucrări de Hugo Grotius la Proiectul Gutenberg
- Lucrări de Hugo Grotius la LibriVox (cărți audio aflate în domeniul public)